# Lawrence Dale Bell
Lawrence Dale „Larry“ Bell (5. dubna 1894 Mentone – 20. října 1956 Buffalo) byl americký průmyslník a zakladatel Bell Aircraft Corporation.

## Život
Narodil se ve městě Mentone ve státě Indiana. Zde žil spolu s rodiči až do roku 1907, kdy se rodina přestěhovala do Kalifornie do města Santa Monica. Roku 1912 se připojil ke svému staršímu bratrovi Groverovi a letci Lincolnu Beacheymu jako mechanik. Následující rok se však Grover Bell zabil při letecké nehodě a proto se Larry rozhodl nadobro s létáním skončit. Nicméně přátelé ho přesvědčili, aby se vrátil a odešel pracovat pro společnost Glenn L. Martin Company. Ve dvaceti letech se tam stal dílovedoucím a později generálním ředitelem.
Společnost opustil roku 1928 a začal pracovat pro Consolidated Aircraft v Buffalu ve státě New York. Nakonec se zde stává místopředsedou a generálním ředitelem. Když se společnost přemístila do San Diega, Bell zůstal v Buffalu a zakládá 10. července 1935 svoji vlastní firmu, Bell Aircraft Corporation. S touto firmou postavil během 2. světové války stíhací letouny P-39 „Airacobra“ a P-63 „Kingcobra“. S letounem P-59 „Airacomet“, prvním proudovým letadlem postaveným pro United States Army Air Forces, však nebyl úspěšný. Po válce firma postavila Bell X-1, letadlo, které jako první překonalo hranici rychlosti zvuku. V roce 1941 začala společnost vyvíjet vrtulníky. První vrtulník, Bell 30, vzlétl poprvé roku 1943.

## Ocenění
Roku 1944 dostal od Society of Automotive Engineers ocenění Daniel Guggenheim Medal. Za první nadzvukový let byl v roce 1947, spolu s pilotem Chuckem Yeagerem a výzkumným vědcem NASA Johnem Stackem, oceněn cenou Collier Trophy. Posmrtně byl uveden do National Aviation Hall of Fame (1977), Army Aviation Hall of Fame (1986) a do International Aerospace Hall of Fame (2004).

## Pojmenování na památku
- Bell rodnému městu Mentone odkázal $20 000 a přál si, aby byly použity na památník jeho rodičů. Město z těchto peněz postavilo Bell Memorial Public Library.[1]
- V Mentone se rovněž nachází Lawrence D. Bell Aircraft Museum.[2]
- Ve městě Hurst v Texasu byla postavena L. D. Bell School na místě, které daroval Bell Hurst-Euless-Bedford Independent School District.
- Od roku 1971 uděluje Helicopter Association International cenu Lawrence D. Bell Memorial Award za vynikající management vedení v průmyslovém odvětví civilních vrtulníků.